# Bodianus loxozonus
Bodianus loxozonus е вид бодлоперка от семейство Labridae. Видът не е застрашен от изчезване.

## Разпространение и местообитание
Разпространен е в Австралия, Американска Самоа, Вануату, Виетнам, Гуам, Индонезия, Кирибати, Китай, Малайзия, Малки далечни острови на САЩ, Маршалови острови, Ниуе, Нова Каледония, Острови Кук, Папуа Нова Гвинея, Питкерн, Провинции в КНР, Самоа, Северни Мариански острови, Соломонови острови, Тайван, Токелау, Тонга, Тувалу, Уолис и Футуна, Фиджи, Филипини, Френска Полинезия и Япония.
Обитава морета, лагуни и рифове. Среща се на дълбочина от 3 до 100 m, при температура на водата от 25,7 до 28,4 °C и соленост 34,5 – 35,4 ‰.

## Описание
На дължина достигат до 47 cm.